# Antliophora
Grupu Antliophora sačinjavaju mali red Mecoptera, obično karakterisan jako izduženim nosnim kljunom, ekstremno specijalizovani ektoparazit Siphonaptera, i visoko rasčlanjeni i megaraznoliki red Diptera, sa mnoštvom ekonomski i medicinski važnih vrsta. Ime Antliophora sa značenjem „nosači pumpi” je skovao Vili Henig. Međutim, pumpa za spermu je nedavno odbačena kao autapomorfija grupe. Uprkos toga, monofiletsko poreklo grupe Antliophora, verovatno grupe insekata sa najvećim stepenom nagomilanih apomorfija, smatra se dobro utemeljenim.